# Sopa cantonesa de mariscos

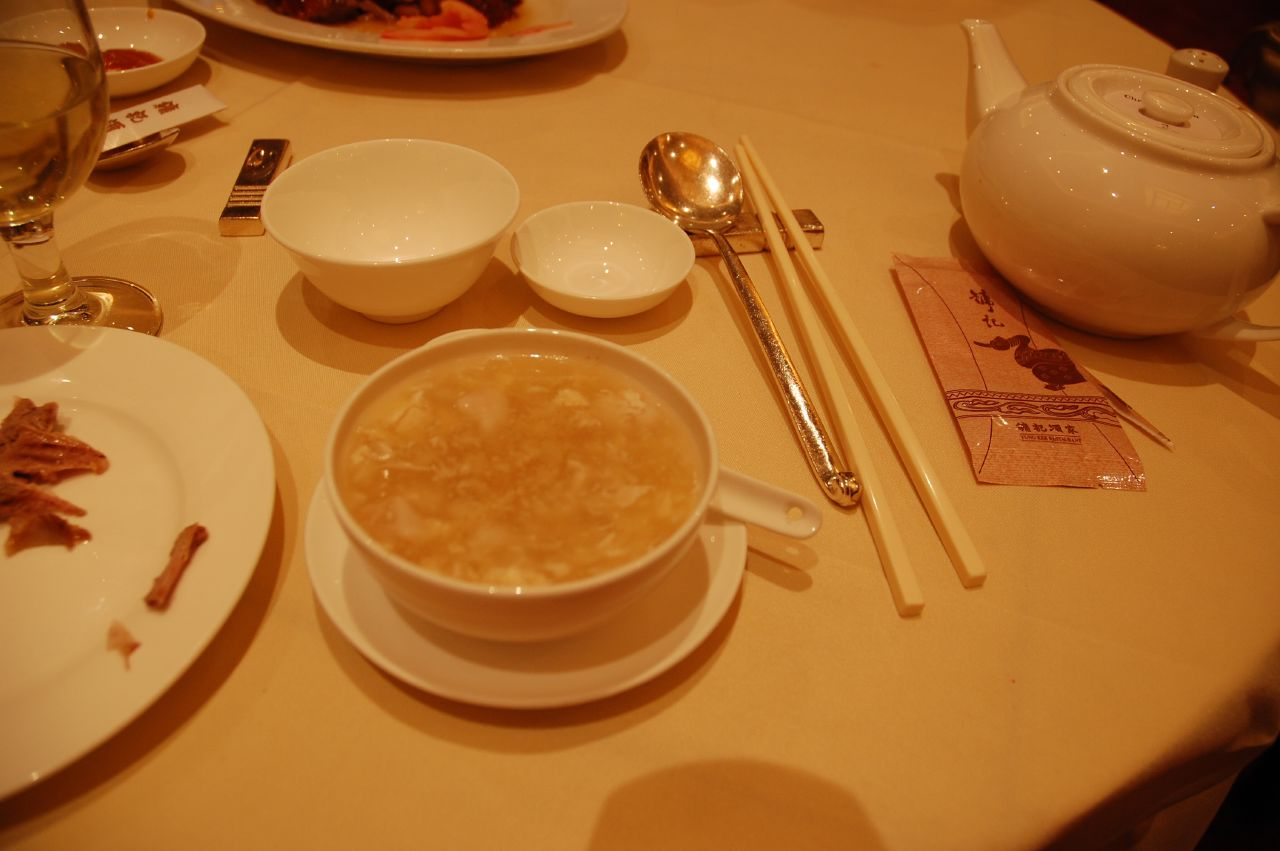
A sopa cantonesa de mariscos.

A sopa cantonesa de mariscos é uma sopa típica da província de Cantão ou Guangdong, no sudeste da China. É preparada com peixe e mariscos cozidos num caldo com vinho, vegetais e condimentos chineses e adicionada duma hortaliça adequada.
Numa “família de receitas”, começa por se saltear alho e gengibre esmagados com talos brancos de chá-príncipe, junta-se caldo de galinha e molho de amêijoa e, quando este caldo exalar o aroma próprio, coloca-se peixe em filetes, camarão, mexilhão e couve-china e deixa-se apenas escaldar esta mistura. Junta-se molho de ostra, vinho, sal e pimenta e, na altura de servir, um pouco de óleo de gergelim e cebolinho e salsa cortados.
Noutra “família de receitas”, começa por preparar-se um caldo com as cabeças e espinhas de peixe (tipicamente uma espécie de solha filetada) com cebola, cenoura e um cubo de caldo de galinha; passa-se por um coador e cozem-se neste caldo os filetes de peixe atados em nós. Separadamente, fritam-se cogumelos e camarão, junta-se vinho e sumo de limão e tira-se do lume. Colocam-se espinafres a cozer no caldo de peixe e junta-se a mistura de cogumelos e camarões. Na altura de servir, juntam-se rebentos de soja.